# WWE Cruiserweight Championship
Ne pas confondre avec le NXT Cruiserweight Championship.
Le WWE Cruiserweight Championship était un championnat de catch principalement destiné aux catcheurs de moins de 100 kg. Créé par la World Championship Wrestling (WCW) sous le nom de WCW Light Heavyweight Championship en 1991 il cesse d'être utilisé un an plus tard. Le titre change de nom en 1996 pour devenir le WCW World Cruiserweight Championship. Après le rachat de la WCW par la World Wrestling Federation / Entertainment en mars 2001, la WWF/E continue d'utiliser ce titre en changeant juste les initiales du nom. Il cesse d'être utilisé en mars 2008.
En 2016, la WWE intègre un nouveau titre Cruiserweight mais ne ré-active pas celui ayant été désactivé en 2007.

## Histoire
En août 1991, la World Championship Wrestling (WCW) organise un tournoi pour désigner le premier champion du monde poids lourd légers de la WCW. Sept catcheurs s'affrontent dans un tournoi à trois tours :
- Badstreet
- Brian Pillman, le seul à être dispensé du premier tour
- Joey Maggs (en)
- Johnny Rich
- Mike Graham (en)
- Ricky Morton
- Terrance Taylor (en)

|  | Quarts de finale | Quarts de finale | Quarts de finale | Quarts de finale |             |             | Demi-finales | Demi-finales | Demi-finales | Demi-finales |  |  | Finale | Finale | Finale | Finale |
|  |                  |                  |                  |                  |             |             |              |              |              |              |  |  |        |        |        |        |
|  |                  |                  |                  |                  |             |             |              |              |              |              |  |  |        |        |        |        |
|  |                  |                  |                  |                  |             |             |              |              |              |              |  |  |        |        |        |        |
|  | Badstreet        | Badstreet        | Tombé            | Tombé            |             |             |              |              |              |              |  |  |        |        |        |        |
|  | Badstreet        | Badstreet        | Tombé            | Tombé            |             |             |              |              |              |              |  |  |        |        |        |        |
|  | Joey Maggs       | Joey Maggs       | N/A              | N/A              |             |             |              |              |              |              |  |  |        |        |        |        |
|  | Joey Maggs       | Joey Maggs       | N/A              | N/A              | Badstreet   | Badstreet   | 06:52        | 06:52        |              |              |  |  |        |        |        |        |
|  |                  |                  |                  |                  | Badstreet   | Badstreet   | 06:52        | 06:52        |              |              |  |  |        |        |        |        |
|  |                  |                  | Brian Pillman    | Brian Pillman    | Tombé       | Tombé       |              |              |              |              |  |  |        |        |        |        |
|  |                  |                  |                  |                  | Tombé       | Tombé       |              |              |              |              |  |  |        |        |        |        |
|  |                  |                  |                  |                  |             |             |              |              |              |              |  |  |        |        |        |        |
|  |                  |                  |                  |                  |             |             |              |              |              |              |  |  |        |        |        |        |
|  | Brian Pillman    | Brian Pillman    | Tombé            | Tombé            |             |             |              |              |              |              |  |  |        |        |        |        |
|  | Brian Pillman    | Brian Pillman    | Tombé            | Tombé            |             |             |              |              |              |              |  |  |        |        |        |        |
|  |                  |                  | Ricky Morton     | Ricky Morton     | 12:45       | 12:45       |              |              |              |              |  |  |        |        |        |        |
|  | Mike Graham      | Mike Graham      | Ricky Morton     | Ricky Morton     | 12:45       | 12:45       | -            | -            |              |              |  |  |        |        |        |        |
|  | Mike Graham      | Mike Graham      |                  |                  |             |             |              |              |              |              |  |  |        |        |        |        |
|  | Terrance Taylor  | Terrance Taylor  | -                | -                |             |             |              |              |              |              |  |  |        |        |        |        |
|  | Terrance Taylor  | Terrance Taylor  | -                | -                | Mike Graham | Mike Graham | 07:40        | 07:40        |              |              |  |  |        |        |        |        |
|  |                  |                  |                  |                  | Mike Graham | Mike Graham | 07:40        | 07:40        |              |              |  |  |        |        |        |        |
|  |                  |                  | Ricky Morton     | Ricky Morton     | Tombé       | Tombé       |              |              |              |              |  |  |        |        |        |        |
|  | Johnny Rich      | Johnny Rich      | Ricky Morton     | Ricky Morton     | Tombé       | Tombé       | -            | -            |              |              |  |  |        |        |        |        |
|  | Johnny Rich      | Johnny Rich      |                  |                  |             |             |              | -            |              |              |  |  |        |        |        |        |
|  | Ricky Morton     | Ricky Morton     | -                | -                |             |             |              |              |              |              |  |  |        |        |        |        |
|  | Ricky Morton     | Ricky Morton     | -                | -                |             |             |              |              |              |              |  |  |        |        |        |        |
|  |                  |                  |                  |                  |             |             |              |              |              |              |  |  |        |        |        |        |

Le 2 septembre 1992, la WCW annonce au cours de Clash of the Champions XX que Brad Armstrong qui est alors champion s'est blessé au Japon et rend son titre vacant. Un tournoi est prévu mais celui ci n'a pas lieu.

## Liste des règnes
| #  | Catcheur                                           | Règne | Date              | Durée                     | Lieu                             | Événement                      | Notes | Réf    |
| -- | -------------------------------------------------- | ----- | ----------------- | ------------------------- | -------------------------------- | ------------------------------ | --- | ------ |
| 1  | Brian Pillman                                      | 1     | 27 octobre 1991   | 1 mois et 28 jours        | Chattanooga, Tennessee           | Halloween Havoc                | Bat Ricky Morton en finale d'un tournoi pour devenir le premier WCW World Light Heavyweight Championship. La WCW n'a pas reconnu le Light Heavyweight comme faisant partie de l'histoire du titre Cruiserweight. Lorsque la WWE est entré en possession du titre en 2001, ils ont été ajoutés à son histoire. | [ 3 ]  |
| 2  | Jushin Thunder Linger                              | 1     | 25 décembre 1991  | 2 mois et 4 jours         | Atlanta, Géorgie                 | House show                     | | [ 7 ]  |
| 3  | Brian Pillman                                      | 2     | 29 février 1992   | 3 mois et 22 jours        | Milwaukee, Wisconsin             | SuperBrawl II                  | | [ 8 ]  |
| 4  | Scotty Flamingo                                    | 1     | 20 juin 1992      | 15 jours                  | Mobile, Alabama                  | Beach Blast                    | | [ 9 ]  |
| 5  | Brad Armstrong                                     | 1     | 5 juillet 1992    | 1 mois et 28 jours        | Atlanta, Géorgie                 | House show                     | | [ 10 ] |
| -  | Vacant                                             | -     | 2 septembre 1992  | 3 ans, 6 mois et 18 jours | Atlanta, Géorgie                 | Clash of the Champions XX      | Armstrong se blesse au genou. La WCW annonce l'organisation d'un tournoi pour désigner le nouveau champion mais il n'a jamais eu lieu. | [ 6 ]  |
| 6  | Shinjiro Otani                                     | 1     | 20 mars 1996      | 1 mois et 12 jours        | Nagoya, Japon                    | Hyper Battle 1996 - Day 9      | Bat Wild Pegasus dans un match pour désigner le premier WCW World Cruiserweight Champion. | [ 11 ] |
| 7  | Dean Malenko                                       | 1     | 2 mai 1996        | 2 mois et 6 jours         | Lake Buena Vista, Floride        | WCW WorldWide                  | Diffusé le 18 mai. | [ 12 ] |
| 8  | Rey Misterio, Jr.                                  | 1     | 8 juillet 1996    | 3 mois et 19 jours        | Lake Buena Vista, Floride        | Monday Nitro                   | | [ 13 ] |
| 9  | Dean Malenko                                       | 2     | 27 octobre 1996   | 2 mois et 2 jours         | Las Vegas, Nevada                | Halloween Havoc                | |        |
| 10 | Ultimo Dragon                                      | 1     | 29 décembre 1996  | 23 jours                  | Nashville, Tennessee             | Starrcade                      | La J-Crown d'Ultimo Dragon est aussi en jeu durant ce match. | [ 14 ] |
| 11 | Dean Malenko                                       | 3     | 21 janvier 1997   | 6 ans, 1 mois et 2 jours  | Milwaukee, Wisconsin             | Clash of the Champions XXXIV   | | [ 15 ] |
| 12 | Syxx                                               | 1     | 23 février 1997   | 4 mois et 5 jours         | Daly City, Californie            | SuperBrawl VII                 | | [ 16 ] |
| 13 | Chris Jericho                                      | 1     | 28 juin 1997      | 1 mois                    | Inglewood, Californie            | Untelevised webcast            | Jericho a gagné le match dans le House show qui a été diffusé sur Internet au Saturday Nitro | [ 17 ] |
| 14 | Alex Wright                                        | 1     | 28 juillet 1997   | 15 jours                  | Charleston, Virginie-Occidentale | Monday Nitro                   | | [ 18 ] |
| 15 | Chris Jericho                                      | 2     | 12 aout 1997      | 1 mois et 2 jours         | Colorado Springs, Colorado       | Saturday Night                 | Diffusé le 16 août | [ 19 ] |
| 16 | Eddie Guerrero                                     | 1     | 14 septembre 1997 | 42                        | Winston-Salem, Caroline du Nord  | Fall Brawl                     | |        |
| 17 | Rey Misterio, Jr.                                  | 2     | 26 octobre 1997   | 15                        | Las Vegas                        | Halloween Havoc                | C'était un Mask vs Title match |        |
| 18 | Eddie Guerrero                                     | 2     | 10 novembre 1997  | 49                        | Memphis, Tennessee               | Monday Nitro                   | |        |
| 19 | Ultimo Dragon                                      | 2     | 29 décembre 1997  | 8                         | Baltimore, Maryland              | Monday Nitro                   | |        |
| 20 | Juventud Guerrera                                  | 1     | 8 janvier 1998    | 7                         | Daytona Beach, Floride           | Thunder                        | |        |
| 21 | Rey Misterio, Jr.                                  | 3     | 15 janvier 1998   | 9                         | Lakeland, Floride                | Thunder                        | |        |
| 22 | Chris Jericho                                      | 3     | 24 janvier 1998   | 113                       | Dayton, Ohio                     | Souled Out (1998)              | |        |
| 23 | Dean Malenko                                       | 4     | 17 mai 1998       | 25                        | Worcester, Massachusetts         | Slamboree (1998)               | Malenko a remporté une battle royal plus tôt dans la nuit, portant un masque de cyclope, pour gagner un match de championnat |        |
| -  | Vacant                                             | -     | 11 juin 1998      | 3                         | Buffalo, New York                | Thunder                        | Vacant en raison qu'il n'a pas gagner le match de championnat par lui-même |        |
| 24 | Chris Jericho                                      | 4     | 14 juin 1998      | 55                        | Baltimore, Maryland              | The Great American Bash (1998) | Bat Dean Malenko par disqualification. Le 12 juillet à Bash at the Beach, Rey Misterio, Jr bat Jericho du a l'interférence de Malenko. Jericho a reçu le titre la nuit suivante. |        |
| 25 | Juventud Guerrera                                  | 2     | 8 aout 1998       | 37                        | Sturgis, Dakota du Sud           | Road Wild (1998)               | Dean Malenko était l'arbitre spécial |        |
| 26 | Billy Kidman                                       | 1     | 14 septembre 1998 | 63                        | Greenville, Caroline du Sud      | Monday Nitro                   | |        |
| 27 | Juventud Guerrera                                  | 3     | 26 novembre 1998  | 6                         | Wichita, Kansas                  | Monday Nitro                   | |        |
| 28 | Billy Kidman                                       | 2     | 22 novembre 1998  | 113                       | Auburn Hills, Michigan           | World War 3 (1998)             | |        |
| 29 | Rey Misterio, Jr.                                  | 4     | 15 mars 1999      | 30                        | Cincinnati, Ohio                 | Monday Nitro                   | |        |
| 30 | Psychosis                                          | 1     | 19 avril 1999     | 7                         | Gainesville, Floride             | Monday Nitro                   | C'était un Fatal-4-Way qui impliquait également Juventud Guerrera et Blitzkrieg (en) |        |
| 31 | Rey Misterio, Jr.                                  | 5     | 26 avril 1999     | 115                       | Fargo, Dakota du Nord            | Monday Nitro                   | |        |
| 32 | Lenny Lane (en)                                    | 1     | 19 août 1999      | 46                        | Lubbock, Texas                   | Thunder                        | |        |
| -  | Vacant                                             | -     | 4 octobre 1999    | 0                         | Kansas City, Missouri            | Monday Nitro                   | Vacant en raison de Lenny Lane étant dépouillé du titre après que Tuner Broadcasting n'a pas approuvé la publicité recueilli à travers la gimmick homosexuelle de Lenny |        |
| 33 | Psychosis                                          | 2     | 4 octobre 1999    | 0                         | Kansas City, Missouri            | Monday Nitro                   | Lors de Monday Nitro, il a été annoncé qu'il a battu Lenny Lane lors d'un match qui avait lieu dans le House show qui n'a jamais eu lieu. Plus tard, Psychosis a reçu le titre pour des raisons inexpliquées                                                                                                  |        |
| 34 | Disco Inferno                                      | 1     | 4 octobre 1999    | 48                        | Kansas City, Missouri            | Monday Nitro                   | |        |
| 35 | Evan Karagias                                      | 1     | 21 novembre 1999  | 28                        | Toronto, Ontario                 | Mayhem (1999)                  | |        |
| 36 | Madusa                                             | 1     | 19 décembre 1999  | 28                        | Washington, D.C.                 | Starrcade (1999)               | Devient la première femme a devenir Cruiserweight Championship |        |
| 37 | Oklahoma (en)                                      | 1     | 16 janvier 2000   | 2                         | Cincinnati, Ohio                 | Souled Out (2000)              | |        |
| -  | Vacant                                             | -     | 18 janvier 2000   | 2                         | Evansville, Indiana              | Thunder                        | Vancant car Oklahoma dépassait la limite du poids. Diffusé le 19 janvier. |        |
| 38 | The Artist (en)                                    | 1     | 20 février 2000   | 29                        | Daly City, Californie            | SuperBrawl 2000                | Bat Lash LeRoux (en) dans une finale de tournoi. |        |
| 39 | Billy Kidman                                       | 3     | 30 mars 2000      | 1                         | Baltimore, Maryland              | House show                     | |        |
| 40 | The Artist (en)                                    | 2     | 31 mars 2000      | 10                        | Pittsburgh, Pennsylvanie         | House show                     | |        |
| -  | Vacant                                             | -     | 10 avril 2000     | 6                         | Denver, Colorado                 | Monday Nitro                   | Vacant par Eric Bischoff et Vince Russo avec tous les autres titres de la WCW |        |
| 41 | Chris Candido                                      | 1     | 16 avril 2000     | 29                        | Chicago, Illinois                | Spring Stampede (2000)         | Bat The Artist, Juventud Guerrera, Shannon Moore, Lash LeRoux et Crowbar dans un match a 6. |        |
| 42 | Crowbar et Daffney                                 | 1     | 15 mai 2000       | 7                         | Biloxi, Mississippi              | Monday Nitro                   | Bat Candido et Tammy Lynn Sytch dans un mixte tag team match et deviennent les co-champions |        |
| 43 | Daffney                                            | 1     | 22 mai 2000       | 15                        | Grand Rapids, Michigan           | Monday Nitro                   | Bat Crowbar et devient les Undisputed Champions |        |
| 44 | Lieutenant Loco                                    | 1     | 6 juin 2000       | 55                        | Knoxville, Tennessee             | Thunder                        | C'était un Triple Threat match qui incluait également Disco Inferno. Diffusé le 7 juin |        |
| 45 | Lance Storm                                        | 1     | 31 juillet 2000   | 14                        | Cincinnati, Ohio                 | Monday Nitro                   | Simultanément détenu WCW Cruiserweight Championship, WCW United States Heavyweight Championship, WCW Hardcore Championship |        |
| 46 | Elix Skipper                                       | 1     | 14 aout 2000      | 49                        | Kelowna, Colombie-Britannique    | Monday Nitro                   | Skipper a reçu le titre de son partenaire Storm qu'il a appelé le "100 kg et dans le championnat" |        |
| 47 | Mike Sanders                                       | 1     | 2 octobre 2000    | 63                        | Daly City, Californie            | Monday Nitro                   | Sanders et Kevin Nash battent Skipper dans un Handicap Powerbomb match |        |
| 48 | Chavo Guerrero, Jr. (anciennement Lieutenant Loco) | 2     | 4 décembre 2000   | 104                       | Lincoln, Nebraska                | Thunder                        | |        |
| 49 | Shane Helms                                        | 1     | 18 mars 2001      | 107                       | Jacksonville, Floride            | Greed                          | WCW a été acheté par la World Wrestling Federation plus tard ce mois |        |
| 50 | Billy Kidman                                       | 4     | 3 juillet 2001    | 27                        | Tacoma, Washington               | SmackDown!                     | Diffusé le 5 juillet. |        |
| 51 | X-Pac (anciennement Syxx)                          | 2     | 20 juillet 2001   | 71                        | Philadelphie, Pennsylvanie       | Raw Is War                     | Ce fut un match d'unification pour fermer le WWF Light Heavyweight Championship |        |
| 52 | Billy Kidman                                       | 5     | 9 octobre 2001    | 13                        | Moline, Illinois                 | SmackDown!                     | Diffusé le 11 octobre |        |
| 53 | Tajiri                                             | 1     | 22 octobre 2001   | 162                       | Kansas City, Missouri            | Raw                            | Le titre est devenu le WWF Cruiserweight Championship après que la WWF a battu The Alliance à Survivor Series le 18 novembre est remplacé par le WWF Light Heavyweight Championship. Le titre est devenu exclusif à SmackDown! le 25 mars 2002                                                                |        |
| 54 | Billy Kidman                                       | 6     | 2 avril 2002      | 19                        | Rochester, New York              | SmackDown!                     | Diffusé le 4 avril |        |
| 55 | Tajiri                                             | 2     | 21 avril 2002     | 23                        | Kansas City, Missouri            | Backlash (2002)                | Le titre devient le WWE Cruiserweight Championship le 5 mai après que la WWF devient World Wrestling Entertainment |        |
| 56 | The Hurricane (anciennement Shane Helms)           | 2     | 14 mai 2002       | 40                        | Montreal, Québec                 | SmackDown!                     | C'était un Triple Threat match qui a été diffusé le 16 mai, impliquant également Billy Kidman |        |
| 57 | Jamie Noble                                        | 1     | 23 juin 2002      | 147                       | Columbus, Ohio                   | King of the Ring (2002)        | |        |
| 58 | Billy Kidman                                       | 7     | 17 novembre 2002  | 98                        | New York, NY                     | Survivor Series (2002)         | |        |
| 59 | Matt Hardy                                         | 1     | 23 février 2003   | 100                       | Montreal, Québec                 | No Way Out (2003)              | |        |
| 60 | Rey Mysterio                                       | 6     | 3 juin 2003       | 112                       | Anaheim, Californie              | SmackDown!                     | Diffusé le 5 juin |        |
| 61 | Tajiri                                             | 3     | 23 septembre 2003 | 98                        | Philadelphie, Pennsylvanie       | SmackDown!                     | Diffusé le 25 septembre |        |
| 62 | Rey Mysterio                                       | 7     | 30 décembre 2003  | 47                        | Laredo, Texas                    | SmackDown!                     | Diffusé le 1er janvier |        |
| 63 | Chavo Guerrero                                     | 3     | 15 février 2004   | 79                        | Daly City, Californie            | No Way Out (2004)              | |        |
| 64 | Jacqueline                                         | 1     | 4 mai 2004        | 12                        | Tucson, Arizona                  | SmackDown!                     | Diffusé le 6 mai |        |
| 65 | Chavo Guerrero                                     | 4     | 16 mai 2004       | 2                         | Los Angeles, Californie          | Judgement Day (2004)           | Guerrero a remporté le titre avec un main attaché derrière le dos, bien que son père Chavo Classic le détacha pendant le match |        |
| 66 | Chavo Classic                                      | 1     | 18 mai 2004       | 28                        | Las Vegas                        | SmackDown!                     | C'était un Triple Threat match, impliquant également Spike Dudley. Diffusé le 20 mai |        |
| 67 | Rey Mysterio                                       | 8     | 15 juin 2004      | 42                        | Chicago, Illinois                | SmackDown!                     | Diffusé le 17 juin |        |
| 68 | Spike Dudley                                       | 1     | 27 juillet 2004   | 138                       | Cincinnati, Ohio                 | SmackDown!                     | Diffusé le 29 juillet |        |
| 69 | Funaki                                             | 1     | 12 décembre 2004  | 70                        | Atlanta, Géorgie                 | Armageddon (2004)              | |        |
| 70 | Chavo Guerrero                                     | 5     | 20 février 2005   | 37                        | Pittsburgh, Pennsylvanie         | No Way Out (2005)              | Remporte le titre dans un match à 6, impliquant également Paul London, Akio, Shannon Moore et Spike Dudley |        |
| 71 | Paul London                                        | 1     | 29 mars 2005      | 126                       | Houston, Texas                   | SmackDown!                     | Remporte le titre dans 8-man battle royal. Diffusé le 31 mars |        |
| 72 | Nunzio                                             | 1     | 2 août 2005       | 68                        | Bridgeport, Connecticut          | Velocity                       | |        |
| 73 | Juventud                                           | 4     | 9 octobre 2005    | 37                        | Houston, Texas                   | No Mercy (2005)                | |        |
| 74 | Nunzio                                             | 2     | 15 octobre 2005   | 7                         | Rome, Italie                     | House show                     | |        |
| 75 | Juventud                                           | 5     | 22 novembre 2005  | 26                        | Sheffield, Angleterre            | SmackDown!                     | Diffusé le 25 novembre |        |
| 76 | Kid Kash                                           | 1     | 18 décembre 2005  | 42                        | Providence, Rhode Island         | Armageddon (2005)              | |        |
| 77 | Gregory Helms (anciennement The Hurricane)         | 3     | 29 janvier 2006   | 385                       | Miami, Floride                   | Royal Rumble (2006)            | C'était un match à 6, impliquant également Funaki, Jamie Noble, Nunzio et Paul London. Helms qui était sur le roster de Raw à cette époque, a été transféré à SmackDown après avoir remporté le titre. Ce fut le plus long règne de l'histoire du titre.                                                      |        |
| 78 | Chavo Guerrero                                     | 6     | 18 février 2007   | 154                       | Los Angeles, Californie          | No Way Out (2007)              | C'était un match à 8, impliquant également Daivari, Shannon Moore, Funaki, Jamie Noble, Jimmy Wang Yang et Scotty 2 Hotty. |        |
| 79 | Hornswoggle                                        | 1     | 22 juillet 2007   | 65                        | San Jose, Californie             | The Great American Bash (2007) | C'était un match à 6, impliquant également Jimmy Wang Yang, Shannon Moore, Funaki et Jamie Noble. |        |
| -  | Retiré                                             | -     | 25 septembre 2007 | -                         | Indianapolis, IN                 | SmackDown!                     | Retiré le 25 septembre 2007 à SmackDown! (Diffusé le 28 septembre) par la directrice générale Vickie Guerrero, citant que le statut de Hornswoggle comme étant le fils de Mr. McMahon et sa petite taille finiraient par compromettre son bien-être.                                                          |        |

## Règnes combinés
| Rang | Champion                                    | Règnes | Jours combinés |
| ---- | ------------------------------------------- | ------ | -------------- |
| 1.   | Shane Helms / The Hurricane / Gregory Helms | 3      | 532            |
| 2.   | Rey Mysterio / Rey Mysterio, Jr.            | 8      | 483            |
| 3.   | Chavo Guerrero / Lieutenant Loco            | 6      | 431            |
| 4.   | Billy Kidman                                | 7      | 334            |
| 5.   | Tajiri                                      | 3      | 283            |
| 6.   | Chris Jericho                               | 4      | 231            |
| 7.   | X-Pac / Syxx                                | 2      | 196            |
| 8.   | Dean Malenko                                | 4      | 188            |
| 9.   | Brian Pillman                               | 2      | 171            |
| 10.  | Jamie Noble                                 | 1      | 147            |
| 11.  | Spike Dudley                                | 1      | 138            |
| 12.  | Paul London                                 | 1      | 126            |
| 13.  | Juventud Guerrera                           | 5      | 114            |
| 14.  | Matt Hardy                                  | 1      | 100            |
| 15.  | Eddie Guerrero                              | 2      | 91             |
| 16.  | Nunzio                                      | 2      | 75             |
| 17.  | Funaki                                      | 1      | 70             |
| 18.  | Jushin Thunder Liger                        | 1      | 66             |
| 19.  | Hornswoggle                                 | 1      | 65             |
| 20.  | Mike Sanders                                | 1      | 63             |
| 21.  | Brad Armstrong                              | 1      | 59             |
| 22.  | Elix Skipper                                | 1      | 49             |
| 23.  | Disco Inferno                               | 1      | 48             |
| 24.  | Lenny Lane (en)                             | 1      | 46             |
| 25.  | Shinjiro Otani                              | 1      | 43             |
| 26.  | Kid Kash                                    | 1      | 42             |
| 27.  | The Artist (en)                             | 2      | 39             |
| 28.  | Último Dragón                               | 2      | 31             |
| 29.  | Chris Candido                               | 1      | 29             |
| 30.  | Evan Karagias                               | 1      | 28             |
| 30.  | Madusa                                      | 1      | 28             |
| 30.  | Chavo Classic                               | 1      | 28             |
| 33.  | Daffney                                     | 1      | 22             |
| 34.  | Scotty Flamingo                             | 1      | 15             |
| 34.  | Alex Wright                                 | 1      | 15             |
| 36.  | Lance Storm                                 | 1      | 14             |
| 37.  | Jacqueline                                  | 1      | 12             |
| 38.  | Crowbar                                     | 1      | 7              |
| 38.  | Psychosis                                   | 2      | 7              |
| 40.  | Oklahoma (en)                               | 1      | 2              |